# Enrique Márquez
Enrique Octavio Márquez Pérez (Maracaibo, Zulia, 19 de mayo de 1963) es un ingeniero eléctrico y preso político venezolano. Desde 2021 hasta 2023 fue vicepresidente del Consejo Nacional Electoral de Venezuela (CNE), órgano encargado de realizar los comicios en Venezuela. Es profesor Universitario de la Escuela de Ingeniería Eléctrica de la Universidad del Zulia.
Fue candidato a las elecciones presidenciales de Venezuela de 2024. El 7 de enero de 2025, días antes de la juramentación presidencial, fue detenido por fuerzas de seguridad.

## Biografía
Márquez es ingeniero electricista, egresado de la Universidad del Zulia, donde también dictó clases. Su vida política se inició en el Movimiento 20 dentro de la universidad y luego se desarrolló dentro del partido sindicalista La Causa R. En ese partido estuvo vinculado a la campaña que llevó Francisco Arias Cárdenas a la gobernación del Zulia, más tarde resultó elegido diputado por el Estado Zulia para el período 2000-2005, allí conformó la bancada por la autonomía parlamentaría en oposición al gobierno de Hugo Chávez.

### Carrera política
En 2006 se unió a la campaña presidencial de Manuel Rosales que competía contra Chávez, pese a la derrota de Rosales comenzó un acercamiento entre Márquez y el partido de Rosales Un Nuevo Tiempo, así en marzo de 2007 terminó uniéndose al partido socialdemócrata y comenzó a promover la opción opositora al Referéndum constitucional de 2007. En 2010 fue postulado como diputado suplente por el circuito 6 del Zulia, el cual corresponde a las parroquias Raúl Leoni, Caracciolo Parra Pérez, Chiquinquirá, Bolívar y Santa Lucía, sin embargo, ante la imposibilidad legal de Manuel Rosales para postularse como diputado principal, Márquez obtuvo la nominación principal por Un Nuevo Tiempo y resultó elegido. A finales de 2011 su partido lo anuncia como candidato a la Alcaldía de Maracaibo, pero luego de las primarias de la MUD, declinó a favor de la reelección de Eveling Trejo de Rosales.
Es designado previo consenso de los diputados de la MUD como Primer Vicepresidente de la Asamblea Nacional, para el periodo 2016-2017. Fue vicepresidente ejecutivo del partido Un Nuevo Tiempo hasta su destitución y suspensión como militante en 2018 por apoyar las elecciones presidenciales de 2018 que fueron rechazadas por la mayoría opositora. El 4 de mayo de 2021 es designado por la V Legislatura de la Asamblea Nacional de Venezuela encabezada por Jorge Rodríguez Gómez como Rector principal del Consejo Nacional Electoral (CNE). El 20 de junio de 2023 fue el último en renunciar como rector principal.
Se postuló como candidato a las elecciones presidenciales de Venezuela de 2024 y fue junto a Edmundo González, el único candidato en negarse a firmar un acuerdo con el gobierno de Nicolás Maduro. Su candidatura presidencial fue respaldada por el Partido Centrados en la gente. el partido REDES de Juan Barreto Cipriani y el Partido Comunista de Venezuela.

## Denuncias de irregularidades en el proceso electoral de 2024

### Denuncias sobre los resultados electorales
Luego de la lectura del primer boletín por Elvis Amoroso la madrugada del 29 de julio en una entrevista realizada a las 16:00 hs dijo esa tarde que «no hay consistencia» en los resultados de las elecciones presidenciales que emitió el Consejo Nacional Electoral (CNE). Márquez denunció «El boletín no se produjo ahí. No sé dónde se produjo, no sé de dónde sacó el señor Amoroso ese papel en el cual venía contenido el boletín número uno. No fue de la sala de totalización oficial del CNE» y exigió al presidente del CNE, Elvis Amoroso, que publique «todas las actas que le dan soporte al boletín número uno», que da como ganador al mandatario Maduro. Márquez explicó que tenía una testigo dentro de la sala de totalización.

### Presentación de recurso de nulidad ante la Sala Constitucional
El 20 de agosto el excandidato presidencial por el partido Centrados Enrique Márquez, expresó que el Tribunal Supremo de Justicia está tomando atribuciones que no le corresponden. Márquez presentó una solicitud de recusación a la presidenta de la Sala Electoral del máximo juzgado, Caryslia Rodríguez «por razones de vinculación con una parcialidad política, falta de imparcialidad y carencia de idoneidad para el ejercicio de juez en la causa del 28 de julio «, detalló Márquez. «Hemos presentado siete denuncias, no tenemos acceso a los expedientes, no dejaron que presentáramos expertos para el peritaje, no conocemos el proceso que se está llevando”, agregó.  El excandidato en la primaria opositora, Andrés Velásquez, calificó como un montaje el proceso que lleva a cabo el máximo tribunal del país. 
Enrique Márquez en rueda de prensa, anunció que solicitará ante la Sala Constitucional del Tribunal Supremo de Justicia, la máxima de todas las salas, que revise la sentencia de la Sala Electoral que validó los resultados leídos por el Consejo Nacional Electoral, sin mostrar las actas, al dar ganador a Nicolás Maduro.
Durante septiembre Enrique Márquez ingresará un recurso de nulidad ante la Sala Constitucional apenas termine el periodo vacacional el 15 de septiembre, denunciará un fraude procesal constitucional de acuerdo a la sentencia de la Sala Constitucional N° 31.El excandidato presidencial, presentó la solicitud a la Sala Constitucional del TSJ para una revisión sobre los resultados electorales en la Sala Electoral, señaló que la Sala Constitucional es “la última reserva institucional” con capacidad de declarar la nulidad de los actos de otros poderes públicos. «nosotros venimos a la Sala Constitucional a pedir la nulidad de la sentencia número 31, emanada de la Sala electoral, y que a partir de allí los venezolanos puedan reencontrarse en una ruta de rescate a la democracia, del rescate al valor del voto»

## Detención
Durante la noche del 7 de enero de 2025, la organización no gubernamental, Un Mundo Sin Mordaza, denunció la desapareción forzada de Márquez, culpando al gobierno de Nicolás Maduro de ser el responsable de detenerlo arbitrariamente sin una orden de detención previa, el periodista Vladimir Villegas confirmó el hecho en sus redes sociales. Andrés Caleca denunció a tres meses que continúa secuestrado Enrique Máquez por el gobierno, esta aislado, sin defensa legal, sin juicio.